# Copa CEV de Voleibol Masculino de 2023–24
A Copa CEV de Voleibol Masculino de 2023–24 foi a 17.ª edição desta competição anual organizada pela Confederação Europeia de Voleibol (CEV), sendo a segunda maior competição de clubes de voleibol masculino da Europa. O torneio teve início no dia 24 de outubro de 2023 e estendeu-se até o dia 19 de março de 2024. Ao total, 44 equipes participaram desta edição.
Após o vice-campeonato na edição de 2011–12, o polonês Asseco Resovia Rzeszów conquistou o inédito título da Copa CEV ao derrotar o alemão SVG Lüneburg com um duplo 3–0 nas finais. O oposto francês Stéphen Boyer foi eleito o melhor jogador da final.

## Formato da disputa
O torneio foi divido na fase principal, composta por trigésima-segundas de final, décima-sextas de final, oitavas de final, playoffs, quartas de final (com o ingresso dos piores terceiros colocados da fase de grupos da Liga dos Campeões de 2023–24), e na fase final composta por semifinais e final.
Em todas as fases da competição, o sistema foi eliminatório, com jogos de ida e volta. Para uma vitória de 3–0 ou 3–1, a equipe vencedora recebeu 3 pontos, para uma vitória de 3–2, 2 pontos para a equipe vencedora e 1 ponto para a perdedora. Se após as duas partidas ambas as equipes marcassem o mesmo número de pontos, seria realizado o golden set, disputado em 15 pontos com diferença de no mínimo 2 pontos entre as equipes.

## Equipes participantes
O sorteio dos confrontos ocorreu no dia 19 de julho de 2023, na cidade de Luxemburgo. As vagas foram distribuídas conforme o ranking de pontos da CEV.
| Ranking | País                 | Número de equipes | Equipes                                                                                   |
| ------- | -------------------- | ----------------- | ----------------------------------------------------------------------------------------- |
| 1       | Turquia              | 2                 | Fenerbahçe Parolapara, Arkas Spor                                                         |
| 2       | França               | 3                 | Chaumont Volley-Ball 52, Narbonne Volley, Nantes Rezé Métropole Volley                    |
| 4       | Chéquia              | 2                 | Kladno volejbal cz, VK ČEZ Karlovarsko                                                    |
| 5       | Itália               | 1                 | Allianz Milano                                                                            |
| 6       | Roménia              | 1                 | SCM Craiova                                                                               |
| 7       | Suíça                | 3                 | Volley Amriswil, Chênois Genève, Volley Schönenwerd                                       |
| 8       | Áustria              | 3                 | SK Zadruga Aich/Dob, TSV Raiffeisen Hartberg, Hypo Tirol Innsbruck                        |
| 9       | Bélgica              | 4                 | Decospan Volley Team Menen, Caruur Volley Gent, Volley Haasrode Leuven, Greenyard Maaseik |
| 10      | Países Baixos        | 2                 | Lycurgus Volleyball, Draisma Dynamo Apeldoorn                                             |
| 12      | Alemanha             | 2                 | SWD Powervolleys Düren, SVG Lüneburg                                                      |
| 14      | Espanha              | 1                 | Grupo Herce Soria Voleibol                                                                |
| 15      | Bulgária             | 2                 | Hebar Pazardzhik, Neftochimik Burgas                                                      |
| 16      | Grécia               | 3                 | PAOK Thessaloniki, AO Milon Neas Smyrnis, Olympiacos                                      |
| 17      | Ucrânia              | 3                 | Epicentr-Podolyany, VC Zhytychi-Polissya, SC Prometey Dnipro                              |
| 18      | Sérvia               | 3                 | Vojvodina NS Seme Novi Sad, Radnički Kragujevac, Partizan Belgrade                        |
| 19      | Polónia              | 2                 | Aluron CMC Warta Zawiercie, Asseco Resovia Rzeszów                                        |
| 20      | Croácia              | 2                 | MOK Mursa Osijek, HAOK Mladost Zagreb                                                     |
| 21      | Hungria              | 1                 | Kaposvári Röplabda SE                                                                     |
| 23      | Finlândia            | 1                 | Ford Levoranta Sastamala                                                                  |
| 25      | Bósnia e Herzegovina | 1                 | OK Radnik Bijeljina                                                                       |
| 28      | Montenegro           | 1                 | OK Budva                                                                                  |
| 33      | Macedônia do Norte   | 1                 | OK Strumica Nikob                                                                         |

## Fase principal

### Trigésima-segundas de final
| Equipe 1                   | Total          | Equipe 2                     | 1.º jogo | 2.º jogo |
| -------------------------- | -------------- | ---------------------------- | -------- | -------- |
| Decospan VT Menen          | 3–3 (16–14 gs) | Epicentr-Podolyany           | 3–1      | 0–3      |
| VC Zhytychi-Polissya       | 2–4            | Vojvodina NS Seme Novi Sad   | 3–2      | 1–3      |
| MOK Mursa Osijek           | 0–6            | Arkas Spor                   | 1–3      | 0–3      |
| Narbonne Volley            | 0–6            | Nantes Rezé Métropole Volley | 0–3      | 1–3      |
| Caruur Volley Gent         | 2–4            | Kladno volejbal cz           | 3–2      | 0–3      |
| Radnički Kragujevac        | 4–2            | Volley Amriswil              | 3–0      | 2–3      |
| Aluron CMC Warta Zawiercie | 6–0            | TSV Raiffeisen Hartberg      | 3–0      | 3–0      |
| AO Milon Neas Smyrnis      | 5–1            | Volley Schönenwerd           | 3–1      | 3–2      |

### Décima-sextas de final
| Equipe 1                     | Total          | Equipe 2                   | 1.º jogo | 2.º jogo |
| ---------------------------- | -------------- | -------------------------- | -------- | -------- |
| Vojvodina NS Seme Novi Sad   | 0–6            | Grupo Herce Soria Voleibol | 0–3      | 0–3      |
| Kaposvári Röplabda SE        | 1–5            | Chênois Genève             | 0–3      | 2–3      |
| Neftochimik Burgas           | 0–6            | Arkas Spor                 | 0–3      | 0–3      |
| Ford Levoranta Sastamala     | 0–6            | VK ČEZ Karlovarsko         | 1–3      | 0–3      |
| OK Strumica Nikob            | 0–6            | SWD Powervolleys Düren     | 0–3      | 0–3      |
| AO Milon Neas Smyrnis        | 4–2            | SK Zadruga Aich/Dob        | 3–0      | 2–3      |
| Kladno volejbal cz           | 6–0            | OK Radnik Bijeljina        | 3–0      | 3–1      |
| Nantes Rezé Métropole Volley | 5–1            | Chaumont Volley-Ball 52    | 3–1      | 3–2      |
| Aluron CMC Warta Zawiercie   | 4–2            | Hebar Pazardzhik           | 3–0      | 2–3      |
| Radnički Kragujevac          | 2–4            | SCM Craiova                | 3–2      | 1–3      |
| HAOK Mladost Zagreb          | 0–6            | PAOK Thessaloniki          | 0–3      | 0–3      |
| Decospan VT Menen            | 1–5            | Allianz Milano             | 0–3      | 2–3      |
| SC Prometey Dnipro           | 6–0            | Lycurgus Volleyball        | 3–0      | 3–0      |
| Partizan Belgrade            | 3–3 (15–13 gs) | Volley Haasrode Leuven     | 0–3      | 3–1      |
| OK Budva                     | 3–3 (17–19 gs) | Draisma Dynamo Apeldoorn   | 3–0      | 0–3      |
| Hypo Tirol Innsbruck         | 2–4            | Fenerbahçe Parolapara      | 3–2      | 1–3      |

### Oitavas de final
| Equipe 1                   | Total | Equipe 2                     | 1.º jogo | 2.º jogo |
| -------------------------- | ----- | ---------------------------- | -------- | -------- |
| Grupo Herce Soria Voleibol | 4–2   | Chênois Genève               | 2–3      | 3–0      |
| Arkas Spor                 | 5–1   | VK ČEZ Karlovarsko           | 3–1      | 3–2      |
| SWD Powervolleys Düren     | 2–4   | AO Milon Neas Smyrnis        | 1–3      | 3–2      |
| Kladno volejbal cz         | 2–4   | Nantes Rezé Métropole Volley | 3–2      | 0–3      |
| Aluron CMC Warta Zawiercie | 6–0   | SCM Craiova                  | 3–0      | 3–0      |
| PAOK Thessaloniki          | 0–6   | Allianz Milano               | 0–3      | 1–3      |
| SC Prometey Dnipro         | 6–0   | Partizan Belgrade            | 3–0      | 3–0      |
| Draisma Dynamo Apeldoorn   | 0–6   | Fenerbahçe Parolapara        | 1–3      | 0–3      |

### Playoffs
| Equipe 1                   | Total          | Equipe 2                     | 1.º jogo | 2.º jogo |
| -------------------------- | -------------- | ---------------------------- | -------- | -------- |
| Grupo Herce Soria Voleibol | 0–6            | Arkas Spor                   | 1–3      | 0–3      |
| AO Milon Neas Smyrnis      | 3–3 (15–13 gs) | Nantes Rezé Métropole Volley | 3–2      | 2–3      |
| Aluron CMC Warta Zawiercie | 6–0            | Allianz Milano               | 3–0      | 3–0      |
| SC Prometey Dnipro         | 3–3 (11–15 gs) | Fenerbahçe Parolapara        | 3–1      | 0–3      |

### Quartas de final
| Equipe 1               | Total          | Equipe 2                   | 1.º jogo | 2.º jogo |
| ---------------------- | -------------- | -------------------------- | -------- | -------- |
| Olympiacos Piraeus     | 2–4            | Arkas Spor                 | 3–2      | 0–3      |
| SVG Lüneburg           | 5–1            | AO Milon Neas Smyrnis      | 3–0      | 3–2      |
| Asseco Resovia Rzeszów | 3–3 (15–11 gs) | Aluron CMC Warta Zawiercie | 3–0      | 0–3      |
| VC Greenyard Maaseik   | 0–6            | Fenerbahçe Parolapara      | 0–3      | 0–3      |

## Fase final

### Semifinais
| Equipe 1               | Total         | Equipe 2              | 1.º jogo | 2.º jogo |
| ---------------------- | ------------- | --------------------- | -------- | -------- |
| Arkas Spor             | 3–3 (15–8 gs) | SVG Lüneburg          | 3–0      | 1–3      |
| Asseco Resovia Rzeszów | 6–0           | Fenerbahçe Parolapara | 3–1      | 3–0      |

### Finais
| Equipe 1     | Total | Equipe 2               | 1.º jogo | 2.º jogo |
| ------------ | ----- | ---------------------- | -------- | -------- |
| SVG Lüneburg | 0–6   | Asseco Resovia Rzeszów | 0–3      | 0–3      |

- As partidas seguem o horário local.

#### Jogo de ida
| Data   | Hora  |              | Placar |                        | Set 1 | Set 2 | Set 3 | Set 4 | Set 5 | Total | Relatório |
| ------ | ----- | ------------ | ------ | ---------------------- | ----- | ----- | ----- | ----- | ----- | ----- | --------- |
| 12 mar | 19:00 | SVG Lüneburg | 0–3    | Asseco Resovia Rzeszów | 16–25 | 17–25 | 21–25 |       |       | 54–75 | Relatório |

#### Jogo de volta
| Data   | Hora  |                        | Placar |              | Set 1 | Set 2 | Set 3 | Set 4 | Set 5 | Total | Relatório |
| ------ | ----- | ---------------------- | ------ | ------------ | ----- | ----- | ----- | ----- | ----- | ----- | --------- |
| 19 mar | 18:00 | Asseco Resovia Rzeszów | 3–0    | SVG Lüneburg | 27–25 | 25–18 | 25–22 |       |       | 77–65 | Relatório |

## Classificação final
| Posição        | Equipe                 |
| -------------- | ---------------------- |
| Campeão        | Asseco Resovia Rzeszów |
| Vice-campeão   | SVG Lüneburg           |
| Semifinalistas | Arkas Spor             |
| Semifinalistas | Fenerbahçe Parolapara  |

| Copa CEV de 2023–24                         |
| ------------------------------------------- |
| Asseco Resovia Rzeszów Campeão (1.º título) |

| Elenco |
| --- |
| Jakub Bucki, Karol Kłos, Jakub Kochanowski, Adrian Staszewski, Stéphen Boyer, Łukasz Kozub, Fabian Drzyzga, Michał Potera, Yacine Louati, Paweł Zatorski, Klemen Čebulj, Torey DeFalco, Miłosz Wróbel |
| Técnico |
| Giampaolo Medei |